# Arnold Douwes
Petrus Arnoldus Conradus (Arnold) Douwes (Laag-Keppel, 26 januari 1906 - Utrecht, 7 februari 1999) was tijdens de Tweede Wereldoorlog een Nederlandse verzetsstrijder. In 1942 ontmoette hij in het dorp Nieuwlande de invloedrijke verzetsstrijder Johannes Post. Douwes' verzetsactiviteiten aldaar spitsten zich in 1943-1944 toe op het met succes op assertieve wijze bij geestverwante bewoners arrangeren van onderduikadressen voor honderden Joodse medeburgers.

## Afkomst, jeugd en opleiding
Douwes groeide tussen vijf zusters en twee broers op in een gezin, waarvan de vader een dominee van de Nederlands Hervormde Kerk was. Al vroeg ontwikkelde hij een eigenzinnige en onaangepaste persoonlijkheid. Tweemaal werd hij van de lagere school gestuurd. Hij zag af van voortgezet onderwijs en het zoeken van een baan. Omdat hij in Nederland niet aan de slag kon, vertrok hij naar Noord-Amerika, waar hij tien jaar rondzwierf door Canada en de Verenigde Staten, maar ook daar lukte het hem niet een carrière op te bouwen en een gezin te stichten. Vlak voor het uitbreken van de Tweede Wereldoorlog kwam hij terug naar Nederland en vestigde zich in Boskoop, waar hij als hovenier ging werken op een boomkwekerij.

## Bezetting en verzet
De Duitse inval op 10 mei 1940 bleek voor de dwarse en gedreven Douwes een uitgelezen kans om zijn leven zin te geven. In de loop van de oorlog begonnen de wreedheden van de bezetter tot hem door te dringen en ging hij illegale blaadjes rondbrengen. Omdat hij in de gaten liep, ondernam hij een zwerftocht door Nederland en belandde daarbij in 1942 in Nieuwlande (Drenthe). Daar kwam hij in contact met de gereformeerde verzetsstrijder Johannes Post, die daar het gewapend verzet leidde. Hij kreeg van hem een onderduikadres en sloot hij zich op diens verzoek aan bij deze verzetsorganisatie. Toen hij tijdens de oorlog bemerkte dat de Jodenvervolgingen op gang kwamen, onderhield hij contact met Amsterdam, waar veel Joden woonden. Omdat hij het beschouwde als zijn christenplicht, bood hij hen het alternatief om in plaats van gevolg te geven aan het bevel van de bezetter en te worden getransporteerd naar Kamp Westerbork (waarvan men toen nog niet wist dat het een doorgangskamp was), naar Nieuwlande te vluchten en daar onder te duiken. Hij zorgde voor onderduikplaatsen, distributiebonnen, geld en vervalste identiteitsbewijzen.
Omdat Post in 1943 door de Duitsers werd gezocht vanwege diens illegale activiteiten, nam Douwes de leiding van de onderduikorganisatie op zich. Samen met de Joodse onderduiker Max Léons zette hij het grootste netwerk in Europa op van onderduikadressen. Behalve voor Joden zorgde hij ook onderduikadressen voor gevluchte Franse en Russische krijgsgevangenen en voor Amerikaanse en Engelse vliegeniers van in de buurt van Nieuwlande neergeschoten vliegtuigen. Zij voerden daarbij een assertieve en effectieve campagne om Joodse onderduikers bij weifelende bewoners onder te brengen. Als gevolg van zijn intensieve verzetsactiviteiten werd Douwes eind 1944 gearresteerd door de Gestapo, maar werd al snel door het gewapend verzet bevrijd en dook weer onder.

## Dagboek
In strijd met de codes van het "Verzet" hield hij gedurende de periode 1943-1944 notities van zijn activiteiten bij, die hij in jampotten stopte en begroef in de tuin van het onderduikadres waar hij zich op dat moment bevond. Kort na de bevrijding werkte hij de aantekeningen uit tot een verhaal in dagboekvorm, dat lange tijd geen aandacht in de media kreeg. Aangezien er van geen enkele Europese verzetsstrijder een dagboek bekend is, werd van de zijde van het NIOD in 2018 de betekenis van Douwes' dagboek op één lijn gesteld met die van de dagboeken van Anne Frank en Etty Hillesum.

## Onderscheiding(en)
Na de oorlog werd Douwes de Yad Vashem-onderscheiding van de staat Israël toegekend, die hij pas wilde aanvaarden nadat het Yad-Vashem-comité tegemoet kwam aan zijn eis dat élke lokale onderduikverlener een medaille kreeg. In 1985 werd het Drentse dorp Nieuwlande als eerste gemeenschap ter wereld tot "Rechtvaardige onder de Volkeren" uitgeroepen. Ruim 250 inwoners hadden tijdens de bezettingstijd Joden verborgen.

## Privé
Na de oorlog trouwde Douwes met een van zijn onderduiksters. In 1947 vestigde hij zich met zijn vrouw in Zuid-Afrika, maar het apartheidsregime stuitte hen tegen de borst. Ze kregen 3 dochters, maar na 9 jaar verhuisden ze in 1956 naar Israël. Daar maakte hij mee dat het Nieuwlande-monument voor de steun aan de ondergedoken joden in Nieuwlande in het Yad Vashem Instituut werd onthuld. In 1966 scheidde Douwes in Israël van zijn vrouw. Zijn ex-vrouw en dochters bleven achter, terwijl hij in 1986 terugkeerde naar Nederland en zich vestigde in Utrecht, waar hij overleed. De laatste jaren van zijn leven was hij gebonden aan een rolstoel.